# Ivodea mahanarica
Ivodea mahanarica är en vinruteväxtart som beskrevs av René Paul Raymond Capuron. Ivodea mahanarica ingår i släktet Ivodea och familjen vinruteväxter. Utöver nominatformen finns också underarten I. m. sessilifolia.